# 沙湾镇 (遵义市)
沙湾镇，是中华人民共和国贵州省遵义市汇川区下辖的一个乡镇级行政单位。
2016年3月20日，国务院批复同意贵州省调整遵义市部分行政区划，将原遵义县的沙湾镇划归汇川区管辖。

## 行政区划
沙湾镇下辖以下地区：
沙湾村、安村、连阡村、米粮村、混子村、底水村、八一村和建设村。